# Parlamentní volby v Polsku 2015
Polské parlamentní volby 2015 se uskutečnily v neděli 25. října 2015. Šlo o řádné parlamentní volby, ve kterých se volilo celé složení polského Sejmu i Senátu, a po osmé plně demokratické parlamentní volby od pádu komunistického režimu v roce 1989. S velkým náskokem v nich zvítězila strana Právo a spravedlnost, která získala absolutní většinu v obou komorách coby první strana, které se to od pádu komunismu podařilo.

## Výsledky voleb do Sejmu

Volební mapa Polska

Do Sejmu se dostalo celkem 5 politických stran a uskupení. PiS získala většinu 235 mandátů, PO získala 138 mandátů, Kukiz'15 42 mandátů, .Nowoczesna 28 mandátů a PSL 16 mandátů.

Rozdělení mandátů v Sejmu

|                        | PiS            | PO            | Kukiz'15    | .Nowoczesna   | PSL                 |
| ---------------------- | -------------- | ------------- | ----------- | ------------- | ------------------- |
| Volební lídr           | Beata Szydłová | Ewa Kopaczová | Paweł Kukiz | Ryszard Petru | Janusz Piechociński |
| Počet hlasů            | 5 711 687      | 3 661 474     | 1 339 094   | 1 155 370     | 779 875             |
| Podíl                  | 37,58 % ▲      | 24,09 % ▼     | 8,81 % ▬    | 7,6 % ▬       | 5,13 % ▼            |
| Počet mandátů          | 235            | 138           | 42          | 28            | 16                  |
| Předchozí volby (2011) | 29,89 % (157)  | 39,18 % (207) | nová strana | nová strana   | 8,36 % (28)         |

### Podrobné výsledky
| Politický subjekt      | Hlasů      | %      | +/-    | Mandátů | +/-  |
| ---------------------- | ---------- | ------ | ------ | ------- | ---- |
| Právo a spravedlnost   | 5 711 687  | 37,58  | +7,69  | 235     | +78  |
| Občanská platforma     | 3 661 474  | 24,09  | -15,09 | 138     | -69  |
| Kukiz’15               | 1 339 094  | 8,81   | nový   | 42      | nový |
| .Nowoczesna            | 1 155 370  | 7,60   | nový   | 28      | nový |
| Sjednocená levice      | 1 147 102  | 7,55   | -11,26 | 0       | -67  |
| Polská lidová strana   | 779 875    | 5,13   | -3,23  | 16      | -12  |
| KORWiN                 | 722 999    | 4,76   | +3,7   | 0       | 0    |
| Strana Spolu           | 550 349    | 3,62   | nový   | 0       | nový |
| Německá menšina        | 27 530     | 0,18   | -0,06  | 1       | 0    |
| Ostatní strany a hnutí | 105 191    | 0,69   |        | 0       |      |
| Celkem                 | 15 200 671 | 100,00 | —      | 460     | —    |

## Výsledky voleb do Senátu

Volební mapa Polska

Do Senátu se dostaly celkem 3 politické strany a uskupení a 4 nezávislí kandidáti. 61 mandátů a většinu získala PiS, 34 mandátů PO, 1 mandát PSL a 4 mandáty získali nezávislí kandidáti.
| Politický subjekt                         | Mandátů | +/-  |
| ----------------------------------------- | ------- | ---- |
| Právo a spravedlnost                      | 61      | +30  |
| Občanská platforma                        | 34      | -29  |
| Lydia Staroń – vždy s lidmi               | 1       | nový |
| Marek Borowski                            | 1       | 0    |
| Grzegorz Bierecki                         | 1       | nový |
| Obremski - nezávislý senátor z Vratislavi | 1       | nový |
| Polská lidová strana                      | 1       | -1   |
| Celkem                                    | 100     | —    |

## Volební systém
Polsko volí v parlamentních volbách vždy obě komory parlamentu, přičemž moc je vychýlená ve prospěch Sejmu, který jako jediný rozhoduje o důvěře vlády či o odvolávání ministrů.
Sejm má 460 poslanců, kteří jsou volení ve vícemandátových obvodech na základě poměrného volebního systému (D'Hondtova metoda). Ke vstupu do Sejmu je pro samostatně kandidující strany stanovená uzavírací klauzule 5 % celostátního podílu hlasů; volební koalice musí však překročit 8 %. Klauzule neplati pro volební strany národnostních menšin.
Senát má 100 členů a ti jsou voleni v jednomandátových obvodech na základě systému relativní většiny. V praxi se tak stává, že zatímco v Sejmu potřebuje vítězná politická strana koaličního partnera pro sestavení kabinetu, tak v Senátu disponuje nadpoloviční většinou křesel.

## Kandidující strany
Následující výčet uvádí volební kandidátky sestavené pro volby do Sejmu. V praxi se tak může jedna kandidátka skládat z více politických subjektů.

### Občanská platforma
Do té doby nejsilnější parlamentní strana, která vládla od roku 2007. Strana ve volbách sázela zejména na stabilitu uplynulých osmi let a rovněž na proevropskou politiku. Přesto zaznamenala strana v posledních měsících před volbami prudký pokles popularity a nebyla považována za favorita voleb. Její preference se pohybovaly mezi 20–30 %, což ji podle většiny průzkumu mělo sesadit na druhé místo. Volebním lídrem byla předsedkyně PO a stávající polská premiéra Ewa Kopaczová.

### Právo a spravedlnost
Nejsilnější opoziční strana PiS byla od roku 2007 v opozici, předtím působící dva roky ve vládě. Strana se profilovala jako sociálně-konzervativní a euroskeptická. Jejím předsedou byl expremiér Jarosław Kaczyński, ale stranu do voleb jako lídryně vedla poslankyně Beata Szydłová. Důvodem byla zřejmě i kontroverznost předsedy Kaczyńského. PiS byla před volbami považována za jasného favorita voleb, některé průzkumy dávaly kandidátce až 40 %. PiS kandidovala ve volbách společně s menšími pravicovými subjekty – Sjednoceným Polskem, Polskem společně a Pravicí republiky

### Sjednocená levice
Sjednocená levice je polskou kandidátkou, která vznikla v létě 2015. Hlavními dvěma subjekty jsou SLD vedený expremiérem Leszkem Millerem a Tvé hnutí v čele s kontroverzním poslancem Januszem Palikotem.Mimo SLD a TR byli na kandidátce zastoupeni i členové Unie práce, Strany zelených a celé řady dalších levicových stran, hnutí a zájmových seskupení. Přestože Palikotovo hnutí a SLD získaly v minulých parlamentních volbách téměř 20 % hlasů a samotná SLD byla dokonce na počátku století dominantní silou Polska, byla před těmito volbami podpora obou subjektů velice malá. Palikotovo hnutí opustila většina poslanců a od roku 2013 se trvale drželo pod pětiprocentní hranicí, SLD pod tuto hranici podle řady průzkumů spadla po debaklu prezidentské kandidátky Magdaleny Ogorekové. Podpora Sjednocené levice se v předvolebních průzkumech pohybovala mezi 4–10 %.

### Polská lidová strana
PSL je politickou stranou s více než stoletou tradicí. Do parlamentu se dostává pravidelně každé volby od roku 1989. Od listopadu 2007 byla menším koaličním partnerem PO, s níž vládla ve třech vládních kabinetech. Preference strany se před volbami pohybovaly okolo 5 % hranice nutné pro vstup do Sejmu. Volebním lídrem byl předseda strany a vicepremiér Janusz Piechociński.

### KORWiN
Koalice Obnovy Republiky Volnost i Naděje, zkráceně KORWiN (česky: KORViN), je pravicově-libertariánská politická strana hájící konzervativní hodnoty polského národa společně se silným důrazem na individuální volnost a původní myšlenky republikanismu, v rámci těchto svých idejí se staví negativně vůči demokraticko-socializujícím tendencím, vůči hospodářskému i společenskému etatismu a vůči imigraci z kulturně vzdálených zemí, tedy i vůči tzv. islamizaci Evropy a multikulturalismu, taktéž zastává přirozený pro národní postoj a podporuje koncept přímé demorkacie. Strana byla založena 22. ledna 2015 myslitelem a politikem Januszem Korwinem-Mikkem, který je za své názory ohledně individuální volnosti někdy označován jako sociální darwinista.

### Kukiz 15
Hnutí neúspěšného kandidáta na prezidenta Pawła Kukize bylo považováno za černého koně podzimních voleb. Volební program hnutí nebyl jasně vyprofilovaný a stavěl zejména na popularitě lídra, který získal 20 % v prezidentských volbách a na podpoře přímé demokracie. Bezprostředně po prezidentských volbách se preference hnutí pohybovaly na 20 % a hnutí ohrožovalo druhou pozici PO, ale v předvolebních průzkumech preference hnutí klesaly až k jednociferným hodnotám, přesto většina agentur předpokládala, že se hnutí do parlamentu dostane.

### Nowoczesna
Moderní.pl je liberální politickou formací, v jejímž čele stojí ekonom Ryszard Petru, který je žákem otce polské ekonomické reformy Leszka Balcerowicze. Strana měla ambici získat zejména dosavadní voliče PO, ale v předvolebních průzkumech se pohybovala pod pětiprocentní hranicí.

### Bílo-červení
Bílo-červení jsou polskou středolevicovou formací založenou v polovině roku 2015 bývalým předsedou SLD a současným poslancem Grzegorzem Napieralskim. Vyvrcholily tím dlouhodobé spory mezi vedením SLD a Napieralského skupinou. V létě 2015 se hnutí odmítlo zapojit do koalice Sjednocené levice a rozhodlo se kandidovat samostatně. V průzkumech veřejného mínění se však prakticky neobjevovalo.

## Předvolební situace v Polsku
V Polsku již druhé volební období vládla koalice liberální Občanské platformy a agrární Polské lidové strany. V čele vlády stál do Září 2014 Donald Tusk, který se však posléze stal předsedou Evropské rady a v pozici premiéra i předsedy PO jej nahradila Ewa Kopaczová. Dlouhodobá stabilní podpora vlády se však začala v druhé polovině volebního období bortit, mimo jiné i kvůli aféře s odposlechy některých vládních činitelů.
V evropských a regionálních volbách se opoziční formace Právo a spravedlnost prakticky vládní platformě vyrovnala a v roce 2015 se pak dokonce kandidátovi opoziční strany PiS Andrzeji Dududovi podařilo porazit v prezidentských volbách dosavadního prezidenta Bronisława Komorowského, což představovalo zásadní porážku pro tehdejší vládní koalici.
Opozici vůči koalici na půdě Sejmu tvořily mimo již zmiňované strany PiS též Twoj Ruch, Svaz demokratické levice a dále strany, které byly na půdě Sejmu díky odštěpení od pěti stran, které uspěly v předcházejících volbách. Šlo o Sjednocené Polsko, Polsko společně, Unii práce,Stranu zelených, Bílo-červené a Koalici pro obnovu republiky-svoboda a naděje